# L'Enfant de la maison
L'Enfant de la maison est un vaudeville en 1 acte d'Eugène Labiche, représenté pour la 1re fois à Paris au théâtre du Gymnase le 21 novembre 1845.
- Collaborateurs Charles Varin et Eugène Nyon.
- Éditions Beck.

## Distribution
| Acteurs et actrices ayant créé les rôles |                        |
| Personnage                               | Acteur ou actrice      |
| Flageole                                 | Pierre-Frédéric Achard |
| Clopin, notaire                          | Delmas                 |
| Decius Clopin, son fils                  | Geoffroy               |
| Gilette, nièce de Clopin                 | Irma Aubry             |